# 納内バスストップ
納内バスストップ（おさむないバスストップ）は、北海道深川市納内町の道央自動車道上に設置されているバス停留所。停留所呼称は「高速納内」（こうそくおさむない）。

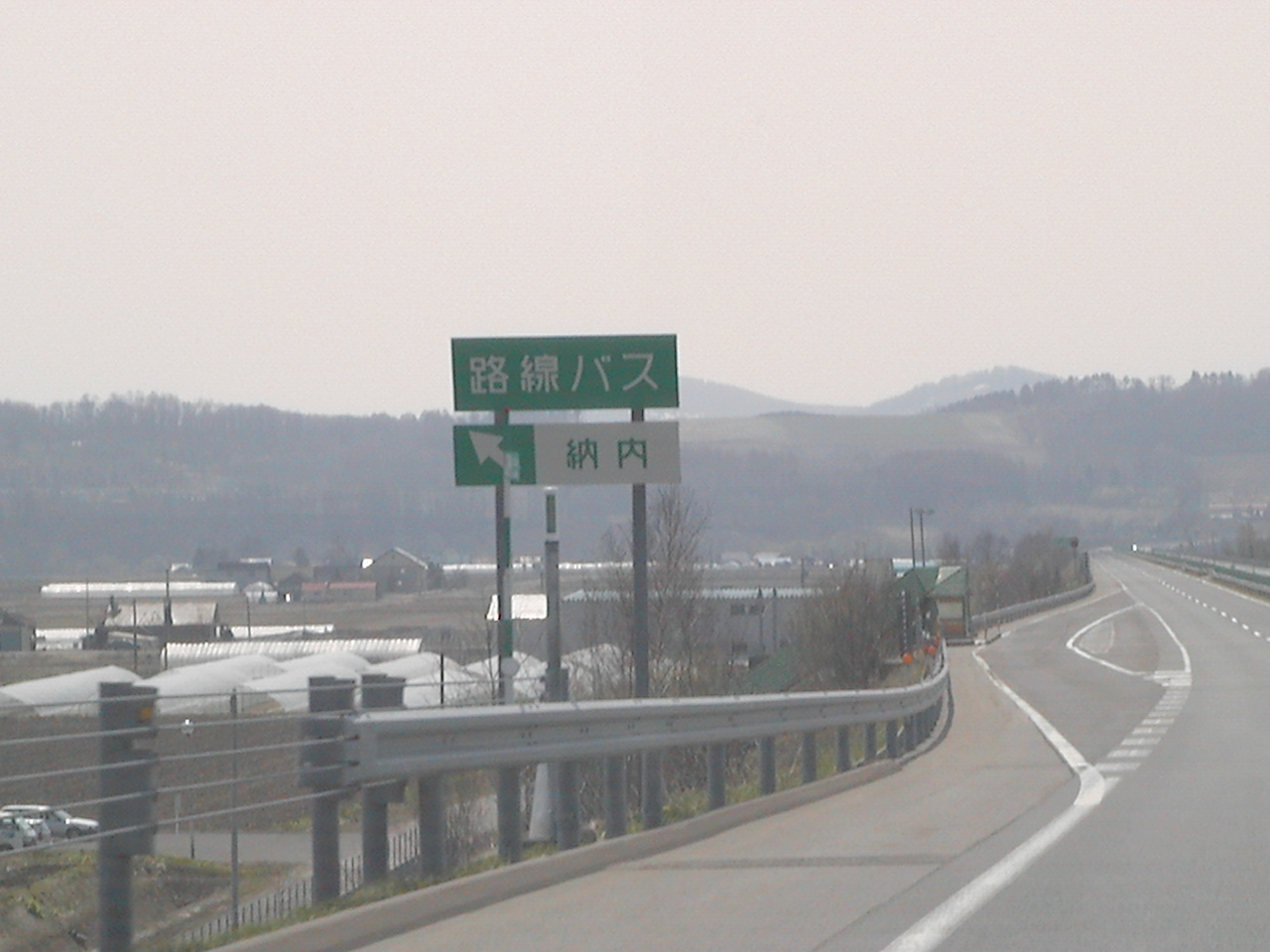
納内バスストップ（札幌方面）

## 概要
道央自動車道と道道旭川深川線との交点北寄りに設置する。近くに路線バス利用者向けの駐車場が設置されている。

## 停車路線
2022年（令和4年）4月1日現在。
すべて北海道中央バスによる運行で、共同運行路線は個別に事業者を示す。通行止め等で一般道へ迂回する場合は国道12号の「神居古潭神社前」停留所に代替停車する。

### 下り線（旭川方面）
- 高速あさひかわ号 旭川市方面（道北バス、ジェイ・アール北海道バス）
  - 路線詳細は北海道中央バス旭川営業所または共同運行会社記事を参照。
- 高速なよろ号 名寄市方面（道北バス）
  - 路線詳細は北海道中央バス札幌北営業所または共同運行会社記事を参照。

### 上り線（札幌方面）
- 下り線に停車する各路線 札幌市方面（一部は降車専用）

## 周辺
深川市納内地区東側の田園地帯に位置する。
- 空知中央バス「納内6丁目」停留所[3]
- JR北海道納内駅 - 西へ約3km
- 深川市役所納内支所 - 西へ約3km

## 隣
E5道央自動車道
(43) 深川IC - 音江PA - 納内BS - (44) 旭川鷹栖IC